# 福島泰夫
福島 泰夫（ふくしま やすお、1950年8月26日 - ）は、日本の政治家。栃木県那須郡那珂川町長（3期）。元那珂川町議会議員（3期）。元小川町議会議員（1期）。

## 経歴
2003年（平成15年）4月、小川町議会議員に就任。2005年（平成17年）10月、那珂川町議会議員に就任。那珂川町議会議員2期目在任中には同町の監査委員を務めている。
2013年（平成25年）8月21日、那珂川町長選挙への立候補を表明し、同年9月に町議会議員を辞職。同年10月27日投開票の町長選挙で現職の大金伊一と前町議会議長の鈴木和江を破り初当選した。みんなの党支持層の票が現職町長と前町議会議長の2候補に割れ、それに対し、福島は自民党の支援を受け支持を拡大し初当選につなげた。なお、前町長の大金はみんなの党の対応に納得せず選挙後に同党を離党している。同年11月6日、町長に就任した。
2017年（平成29年）10月24日告示の町長選では、無投票で再選した。
2021年（令和3年）10月19日告示の町長選においても無投票で再選した。